# Horst Schäfer (Fotograf)
Horst Schäfer (* 17. November 1932 in Bruchertseifen, Westerwald; † 25. August 2022 in Nürnberg) war ein deutscher Fotograf.

## Leben
Seit 1945 lebte Schäfer in Düsseldorf. Dort begann er 1954 zu fotografieren. 1956 wurde er Mitglied im Fotoclub Düsseldorf. Seit 1959 arbeitete er als Berufsfotograf. Schäfer wanderte im Jahr 1960 nach Nordamerika aus; er wohnte zunächst in Calgary und Edmonton (Kanada). Ein Jahr später zog er nach New York. Dort arbeitete er zunächst für die Nachrichtenagentur Agence France-Presse (AFP), dann wurde er freier Mitarbeiter von Bernsen’s International Press Service (BIPS), für den er Fotoreportagen schuf. Von 1963 bis 1974 war Schäfer Fotograf der New York Racing Association. Von 1974 bis 1978 arbeitete er in Denver als Werbe- und Architekturfotograf, unter anderem für das Time Magazine und für Newsweek. Nach zweijähriger Tätigkeit als Fotograf der Tageszeitung Sun in Colorado Springs kehrte Schäfer im Jahr 1980 nach Deutschland zurück. Seit 1980 war er für die Nachrichtenagentur Associated Press (AP) tätig, zunächst in München, ab 1981 in Nürnberg, zuständig für die Region Nordbayern. Seit 1993 war Schäfer freischaffender Fotograf. Schäfers Ästhetik ist von der Subjektiven Fotografie der 1950er Jahre beeinflusst. Neben dem zeitweiligen Arbeitsschwerpunkt der Pferderennen war er hauptsächlich an Stadtfotografie interessiert. Er verfolgte dabei zwei ganz unterschiedliche Ansätze: In der Architekturfotografie arbeitete er Strukturen und Texturen heraus – bis hin zur fast vollständigen Abstraktion. In seinen Reportagefotografien gab Schäfer das Leben in der Stadt in seinen Facetten wieder. Er bevorzugte alltägliche Szenen gegenüber Ereignissen und hielt die Stimmung des Moments fest.

## Ausstellungen (Auswahl)
- 2020 Galerie Dittmar Berlin
- 2018 Horst Schäfer + Lena Mayer, Galeriehaus Defet/fotoszene nürnberg
- 2015 Horst Schäfer – Benrath. Museum für Europäische Gartenkunst Schloss Benrath, Düsseldorf
- 2013 Fürther Fenster, Kunstraum Rosenstraße, Fürth
- 2012 Brücken, Galerie Röver, Nürnberg
  - Licht und Schatten, Museum Industriekultur, Nürnberg
- 2009 Horst Schäfer, Luova Galerie, Helsinki, Finnland
- 2008 Nürnberg | New York & fotografische Retrospektive, KOMM-Bildungsbereich, Nürnberg
- 2007 Das Bekannte und das Unbekannte, Horst Schäfer, Städtische Galerie, Erlangen
- 2006 Horst Schäfer, Fotografien 1960–1997, Raab Galerie, Berlin
- 2005 Horst Schäfer Architektur, AION Gallery, Vancouver, Kanada
  - Horst Schäfer Works in Black and White, Camera Obscura Gallery, Denver
  - Horst Schäfer, Rathaus und Galerie Camelot, Krakau
- 2004 New York Magie und Realität, Galerie Dittmar, Berlin
- 2001 Horst Schäfer sieht Nürnberg, Stadtarchiv Norishalle, Nürnberg
  - Bankfurt, New York University, New York
  - Menschen und Geschichten, Deutsche Fotografie nach 1945, Galerie Zimmer bei Lempertz, Berlin
  - Romantiker der Moderne, Kamera und Foto Museum, Leipzig
- 1997 New York – Paris Horst Schäfer Architekturfotografie, Neue Sammlung, München
  - Horst Schäfer Photograph, Augustiner-Museum, Freiburg im Breisgau
- 1996 Horst Schäfer Photograph, Kunstsammlungen der Veste Coburg
- 1967 Weegee and Schäfer, Ligoa Duncan Gallery, New York, USA
- 1962 Photographs of Horst Schäfer, University of Main, Orono, Maine, USA

## Auszeichnungen
- 1968: Turf Writer’s Association Press Photo Award als Outstanding Press Photographer of the Year 1968
- 2002: Preis der Stadt Nürnberg

## Publikationen (Auswahl)
- New Look at New York – Horst Schäfer’s Photographs, in: US Camera, No. 5, 1962
- Horst Schäfer. New York – Structures of Architecture, in: Nike. European Photograph, Sonderheft, 1, Mai 1994, ISSN 0947-2584
- Die Turmuhr lässt der Zeit den Lauf. Siebenbürgen in Bildern von Horst Schäfer, München 1994
- Horst Schäfer Photograph, München, Berlin 1996
- Kerstin Möller: Der Lichtbildner. Ein Gespräch mit dem Fotografen Horst Schäfer, in: Nürnberger Nachrichten, 14. Dezember 1996
- Horst Schäfer. Arbeit, Nürnberg 1997
- Ansichten: Mögeldorf. Photographien von Horst Schäfer, Nürnberg 1998
- Horst Schäfer – Fürther Freiheit. Ein fotografischer Spaziergang, Cadolzburg 1999, ISBN 3-89716-084-6
- Nürnberger Ansichten. Streifzüge durch eine schrecklich-schöne Stadt. Fotografien von Horst Schäfer, hrsg. von Steffen Radlmaier, Cadolzburg 1999
- Horst Schäfer sieht Nürnberg. Fotografien 1982–2000, Nürnberg 2001
- Horst Schäfer. Düsseldorf um 1960, Düsseldorf 2002, ISBN 3-933749-87-5
- New York in the Sixties. Horst Schäfer, Cadolzburg 2003, ISBN 3-89716-382-9
- Rollender Fetisch und Freund. Photos von Horst Schäfer, in: Süddeutsche Zeitung, 23. Juni 2006
- Licht-Blick. Kirchenbilder von Horst Schäfer, hrsg. von Hans-Peter Weigel, Bamberg 2007
- Regina Urban: Mitgehen im Rhythmus des Alltags. Gefühl für den richtigen Augenblick: Der Fotograf Horst Schäfer wird 75, in: Nürnberger Nachrichten, 15. November 2007
- Nürnberg – New York. Horst Schäfer, Bamberg 2008, ISBN 978-3-928591-96-6
- Horst Schäfer. Fotografien, Ausstellungskatalog Kunsthalle Erfurt, 2008
- Nürnberg-Bilder aus 150 Jahren. Eine fotografische Zeitreise, hrsg. von Helmut Beer, Nürnberg 2008
- Poesie visuell. Das Kulturdenkmal Hermannshof. Fotografien von Horst Schäfer, Springe 2009
- Horst Schäfer, Benrath-Fotografien der 1950er und 1960er Jahre. Düsseldorf 2015; Ausstellungskatalog Museum für Europäische Gartenkunst Schloss Benrath, Düsseldorf, ISBN 978-3-89978-239-4